# Мацылев, Сергей Александрович
Серге́й Алекса́ндрович Мацылев (1893 — 1954) — русский офицер, герой Первой мировой войны, участник Белого движения, начальник 1-го отдела РОВС.

## Биография
Из потомственных дворян. Сын полковника. Уроженец Санкт-Петербурга.
Окончил 2-й кадетский корпус (1910) и Александровское военное училище (1912), откуда выпущен был подпоручиком в 1-й саперный батальон, в рядах которого и вступил в Первую мировую войну. Удостоен ордена Св. Георгия 4-й степени
За то, что 14 и 15 августа 1914 года, находясь на переправе наших войск через мост на реке Сольдау, поддерживал порядок переправы и получив приказание взорвать мост по проходе последней части наших войск, 15-го августа, под сильным ружейным и артиллерийским огнем неприятеля, с явной опасностью для жизни самолично воспламенив заряд пироксилина взорвал мост, чем приостановил дальнейшее наступление превосходных сил немцев.
Произведен в поручики 23 августа 1915 года «за выслугу лет», в штабс-капитаны — 8 января 1917 года, в капитаны — 1 февраля того же года «за отличия в делах против неприятеля». 26 мая 1917 года зачислен в резерв чинов при штабе Минского военного округа, а 27 сентября того же года произведен в подполковники.
С началом Гражданской войны в 1918 году вступил в Добровольческую армию. Служил в Партизанском (Алексеевском) пехотном полку в составе Добровольческой армии и ВСЮР, затем — в Русской армии в Крыму. За боевые отличия был произведен в полковники. В августе 1920 года — бригадный инженер 2-й отдельной конной бригады, затем был назначен командиром Сводного стрелкового полка бригады, в каковой должности оставался до эвакуации Крыма. Галлиполиец. Осенью 1925 года — в составе Алексеевского полка во Франции.
В эмиграции во Франции, жил в Париже. Возглавлял Объединение Алексеевского пехотного полка, был членом правления Общества галлиполийцев во Франции. В 1930-е годы был управляющим делами Высших военно-технических курсов в Париже. С 1934 года состоял помощником начальника военной канцелярии Русского общевоинского союза, затем начальником канцелярии 1-го отдела РОВС, а с 1951 года — и начальником 1-го отдела РОВС. Был постоянным сотрудником редакции журнала «Часовой» с момента его основания, одно время заведывал парижской конторой журнала. Опубликовал ряд статей в журналах «Часовой» и «Возрождение».
Скончался в ночь с 7 на 8 ноября 1954 года от разрыва сердца. Похоронен на алексеевском участке кладбища Сент-Женевьев-де-Буа.

## Награды
- Орден Святого Георгия 4-й ст. (ВП 4.11.1914)
- Орден Святой Анны 3-й ст. с мечами и бантом (ВП 3.06.1915)
- Орден Святой Анны 4-й ст. с надписью «за храбрость» (ВП 20.06.1915)
- Орден Святого Станислава 3-й ст. с мечами и бантом (ВП 3.12.1915)
- Орден Святого Станислава 2-й ст. с мечами (ВП 11.01.1917)
- Орден Святой Анны 2-й ст. с мечами (ПАФ 7.02.1917)
- старшинство в чине поручика с 6 августа 1914 года (ВП 7.01.1917)

## Публикации
- Тени минувшего // Часовой, № 270. — 1948.
- Беглые встречи. К ХХ-летию кончины ген. Врангеля // Часовой, № 272. — 1948.
- О темных аллеях // Часовой, №№ 273—274. — 1948.
- Из боевого прошлого (минная война) // Часовой, №№ 284—285. — 1949.
- Путь русского офицера // Возрождение, № 31. — 1954.
- Из воспоминаний // Возрождение, № 35—36. — 1954.